# Animus (álbum)
Animus é o álbum de estreia da banda de death metal e deathcore Venom Prison, lançado em outubro de 2016.

## Faixas
| N.º            | Título                               | Duração |  |
| 1.             | "Syllogism"                          | 1:20    |  |
| 2.             | "Abysmal Agony"                      | 2:59    |  |
| 3.             | "Celestial Patricide"                | 4:02    |  |
| 4.             | "Desecration of Human Privilege"     | 2:04    |  |
| 5.             | "Corrode the Black Sun"              | 4:39    |  |
| 6.             | "Immanetize Eschaton"                | 4:49    |  |
| 7.             | "The Exquisite Taste of Selfishness" | 3:09    |  |
| 8.             | "Devoid"                             | 3:38    |  |
| 9.             | "Perpetrator Emasculation"           | 1:33    |  |
| 10.            | "Womb Forced Animus"                 | 4:59    |  |
| Duração total: | Duração total:                       | 33:13   |  |

## Créditos
- Venom Prison - Compositor, artista primário